# Ротаційні перетворювачі

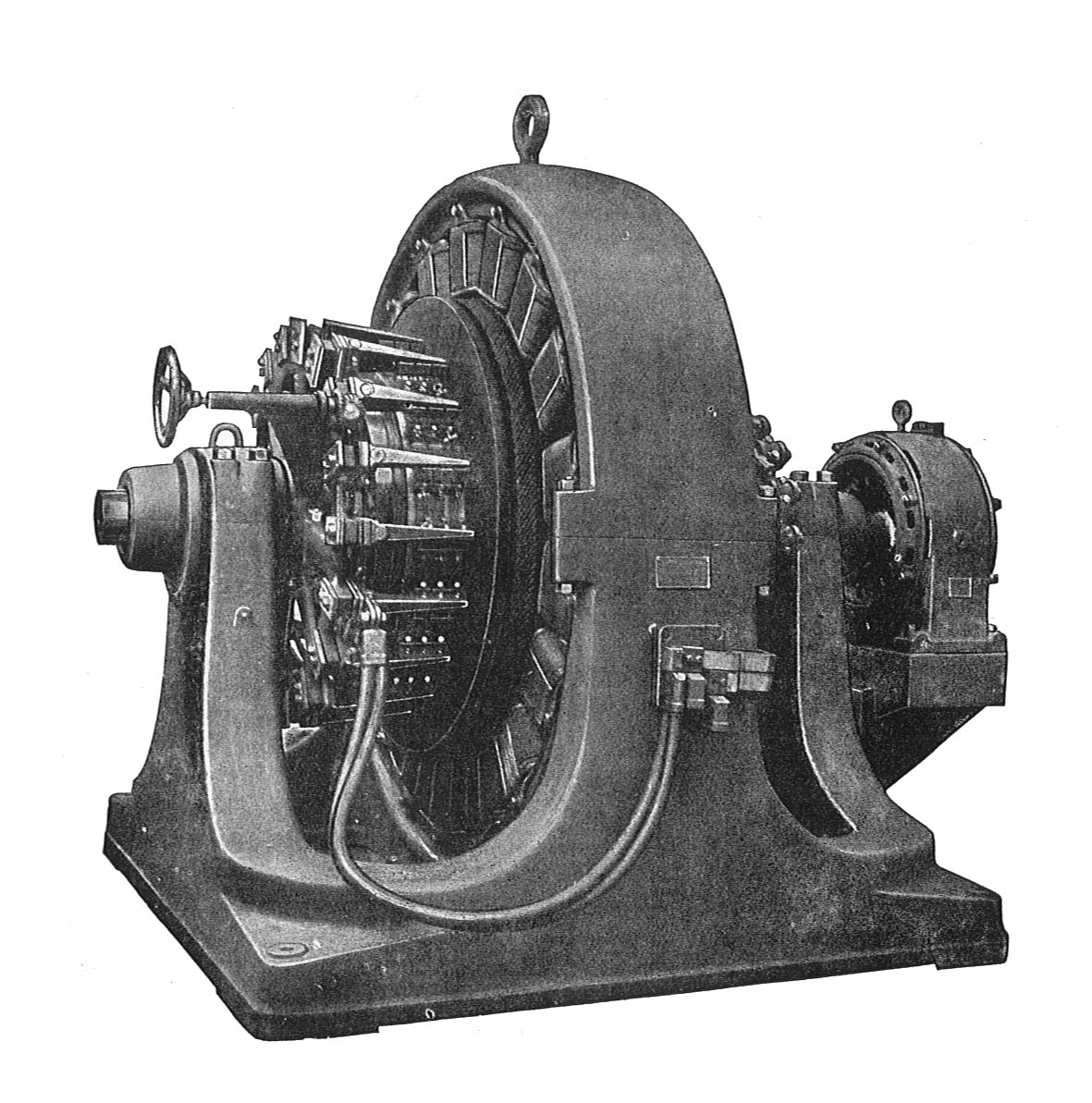
1909 рік Ротаційний перетворювач 500 кВт Westinghouse

Поворотний перетворювач -  електрична машина, яка діє як інвертор , механічний випрямляч або перетворювач частоти .
Ротаційні перетворювачі використовувались для перетворення змінного струму  у постійний струм  І навпаки до появи хімічного або твердотільного випрямлення та інвертування. Зазвичай вони використовувались для забезпечення постійного струму для промислової, комерційної та залізничної електрифікації від джерела змінного струму.
Поворотні перетворювачі використовуються як перетворювачі частоти. 
[джерело?]

## Принципи роботи

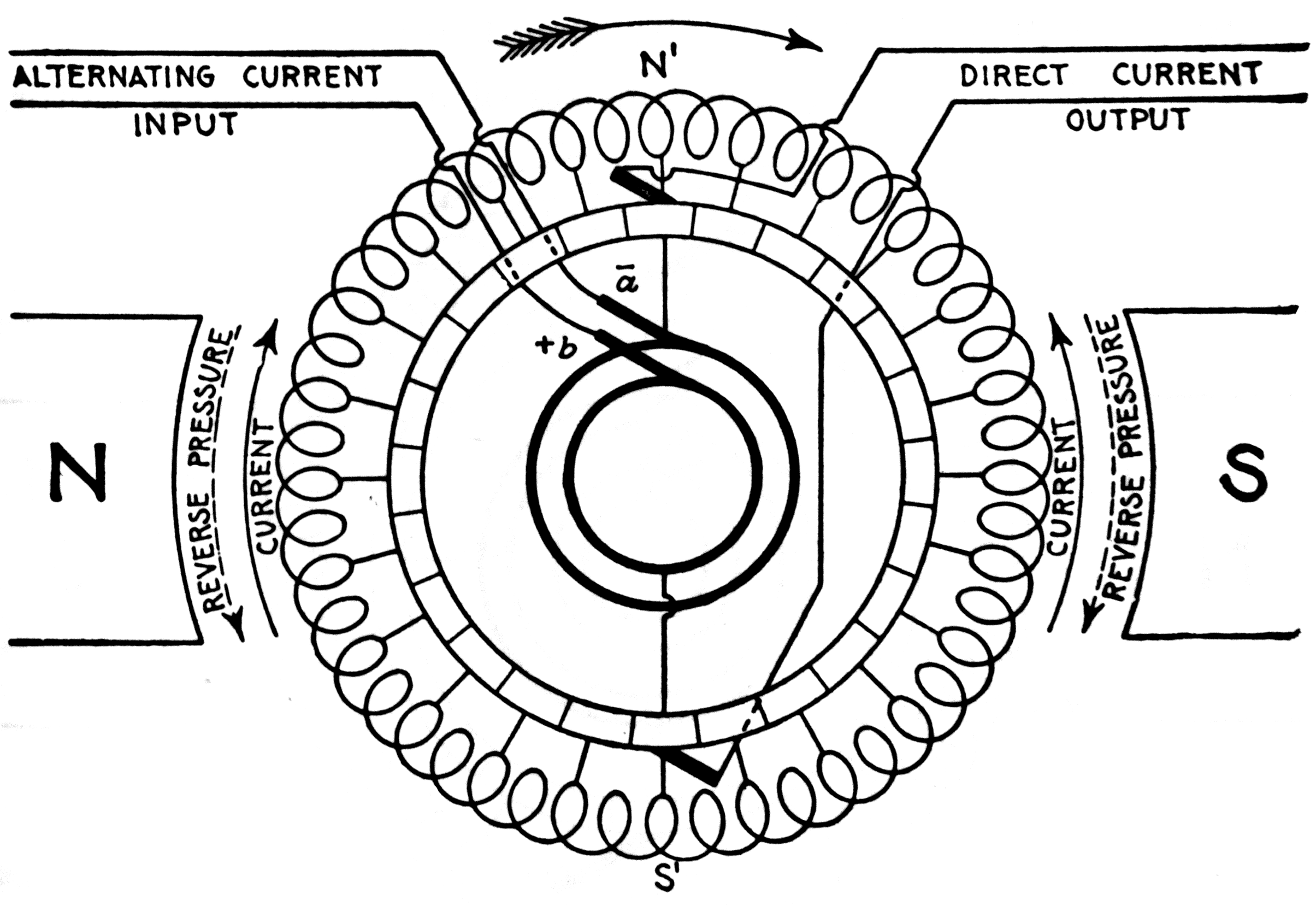
Схема підключення спрощеного біполярного поля кільця Грамма однофазного до поворотного перетворювача постійного струму. (Насправді перетворювач намотаний на барабан і використовує багатополярне поле .)

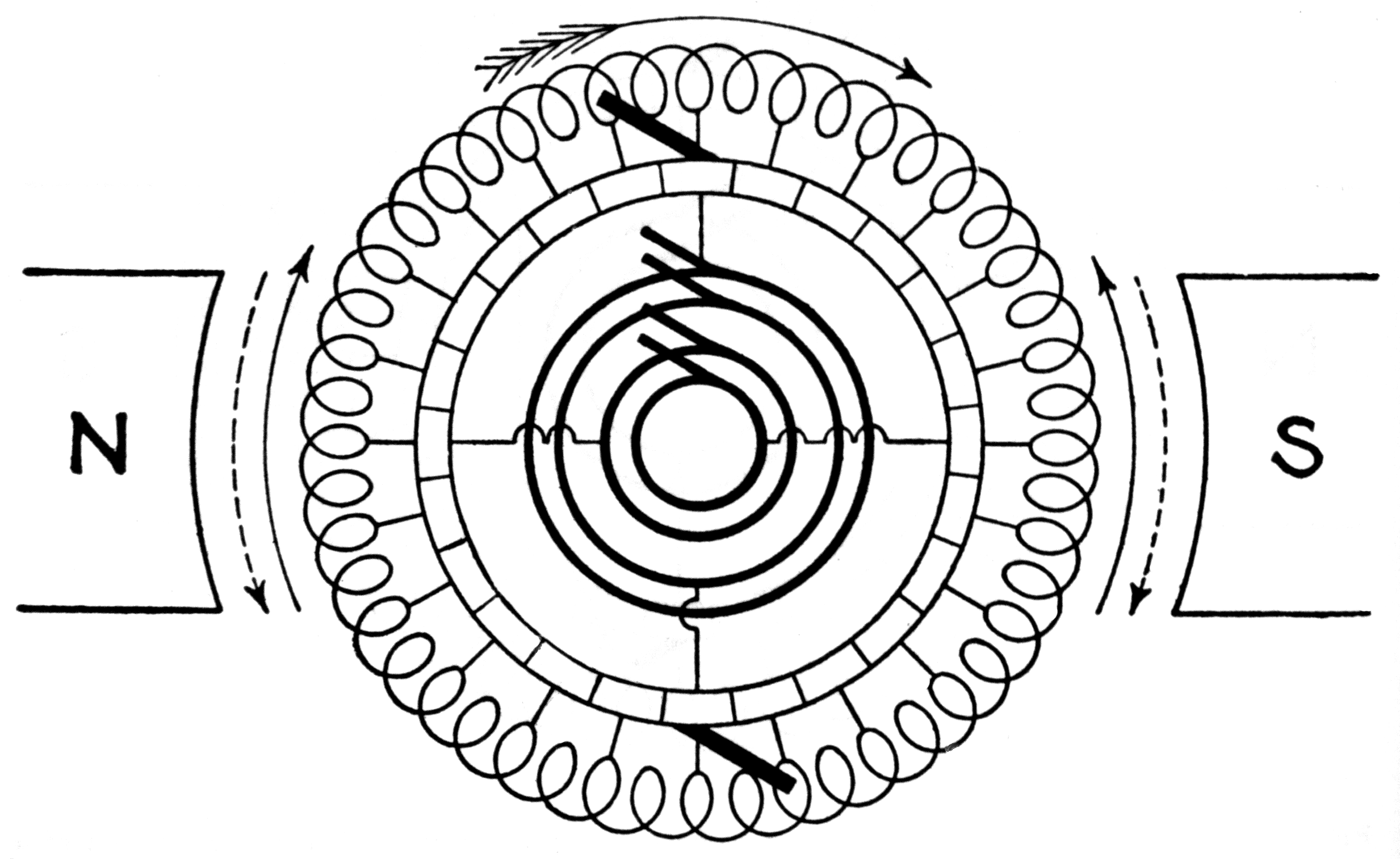
Схема підключення спрощеного двофазного поворотного перетворювача постійного струму, причому друга фаза підключена під прямим кутом до першої.

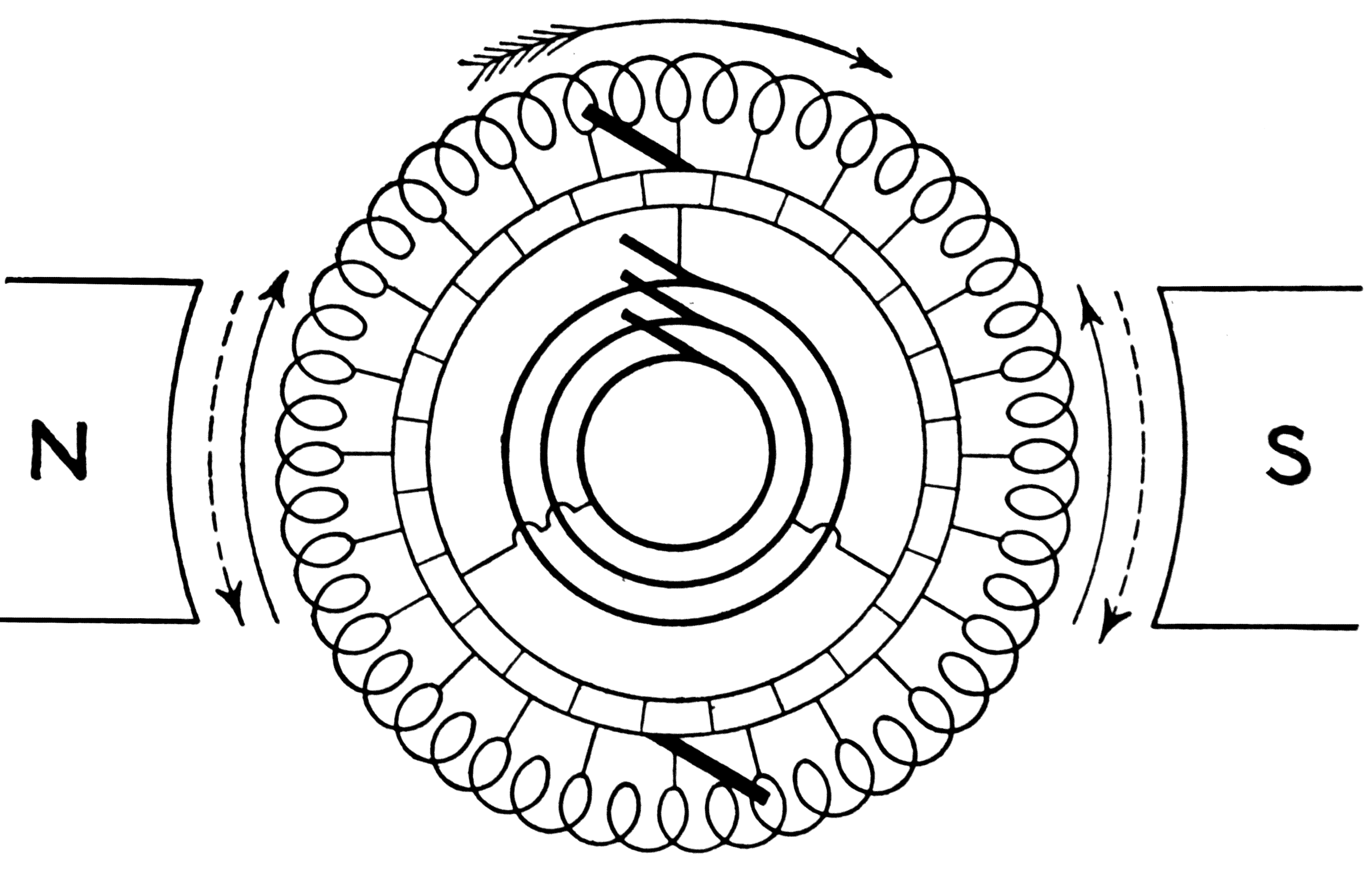
Схема підключення спрощеного трифазного поворотного перетворювача постійного струму з фазами, розділеними на 120 градусів на комутаторі.

Ротаційний перетворювач можна розглядати як двигун-генератор.  В ньому дві машини мають набір польових котушок та єдину обертову арматуру. Конструкція поворотного перетворювача складається з генератора постійного струму (динамо) таа набору ковзних кілець.  Електричні струми в його обмотках ротора чергуються, коли він обертається в магнітному полі нерухомих обмоток поля. Змінний струм випрямляється за допомогою комутатора, який дозволяє виводити постійний струм з ротора. Такий принцип забезпечує живлення  обмоток ротора потужністю змінного струму.  Він змушує машину діяти як синхронний двигун змінного струму. Обертання котушок під напругою збуджує стаціонарні обмотки поля, що створюють частину постійного струму.  Змінний струм від ковзаючих кілець  безпосередньо випрямляється в постійний струм комутатором. Це робить поворотний перетворювач гібридним динамо-механічним випрямлячем. В такому випадку його називають синхронним поворотним перетворювачем або просто синхронним перетворювачем . Ковзаючі кільця змінного струму   по суті являються генератоомр змінного струму.
Унікальність пристрою в тому, що  можна його перевернути і подати постійний струм на обмотки поля та комутатора для обертання машини та отримати потужності змінного струму. Коли він працює в зворотних напрямках, тоді називається інвертованим поворотним перетворювачем .
В поворотному перетворювачі змінного струму в постійний поворотний реверсивний перемикач, який рухається зі швидкістю, синхронною з лінією електропередачі,  міг би виправити форму вхідного сигналу змінного струму, не маючи магнітних компонентів, за винятком тих, хто керує перемикачем. Поворотний перетворювач є складнішим оскільки він забезпечує майже постійний струм, а не пульсуючий постійний струм, який був би результатом лише реверсивного перемикача. Аналогія в цьому випадку може бути корисною для розуміння того, як обертальний перетворювач уникає перетворення всієї енергії від електричних до механічних і назад до електричних.
Обертальний перетворювач уникає перетворення всього потоку потужності в механічну енергію, а потім назад в електричну , що є перевагою поворотного перетворювача перед дискретною генераторною установкою і дозволяє поворотному перетворювачу бути набагато меншим та легшим, ніж двигун-генератор, який має еквівалентну потужність. Э також інші переваги мотор-генераторної установки. До них  належать регульоване регулювання напруги, яке може компенсувати падіння напруги в мережі живлення; повна ізоляція потужності, ізоляція гармонік, більший захист від перенапруг та перехідних процесів, а також захист від провисання (променів) завдяки збільшенню імпульсу.
У цьому представленні однофазного поворотного перетворювача постійного струму  можливо використати п’ять різних варіантів:
- Якщо котушку обертати, змінні струми можна брати від колекторних кілець, і це називається генератором змінного струму .
- якщо котушку обертати, постійний струм можна взяти у комутатора, і це називається динамо.
- Якщо котушку обертати, з якоря можна взяти два окремі струми, один з яких забезпечує постійний струм, а інший - змінний. Така машина називається подвійним генератором струму.
- Якщо до комутатора подати постійний струм, котушка почне обертатися у міру комутованого електродвигуна, і змінний струм може бути виведений з колекторних кілець. Це називається інвертованим поворотним перетворювачем (див. Інвертор).
- Якщо машина доводиться до синхронної швидкості зовнішніми засобами і якщо напрямок струму через якір має правильне відношення до котушок поля, тоді котушка буде продовжувати обертатися синхронно зі змінним струмом як синхронний двигун . Постійний струм можна взяти у комутатора. При такому використанні він називається поворотним перетворювачем.

### Самобалансуюче динамо
Самобалансуюче динамо має  конструкцію з одно- та двофазним поворотним перетворювачем. Він  використовувався для створення збалансованого трипровідного джерела живлення постійного струму 120/240 вольт. AC, витягнутий з ковзаючих кілець, подавався в трансформатор з однією центральною обмоткою. Центральна обмотка утворює нульовий провід постійного струму. Її потрібно було приводити в рух механічним джерелом живлення,наприклад, паровим двигуном.

## Історія

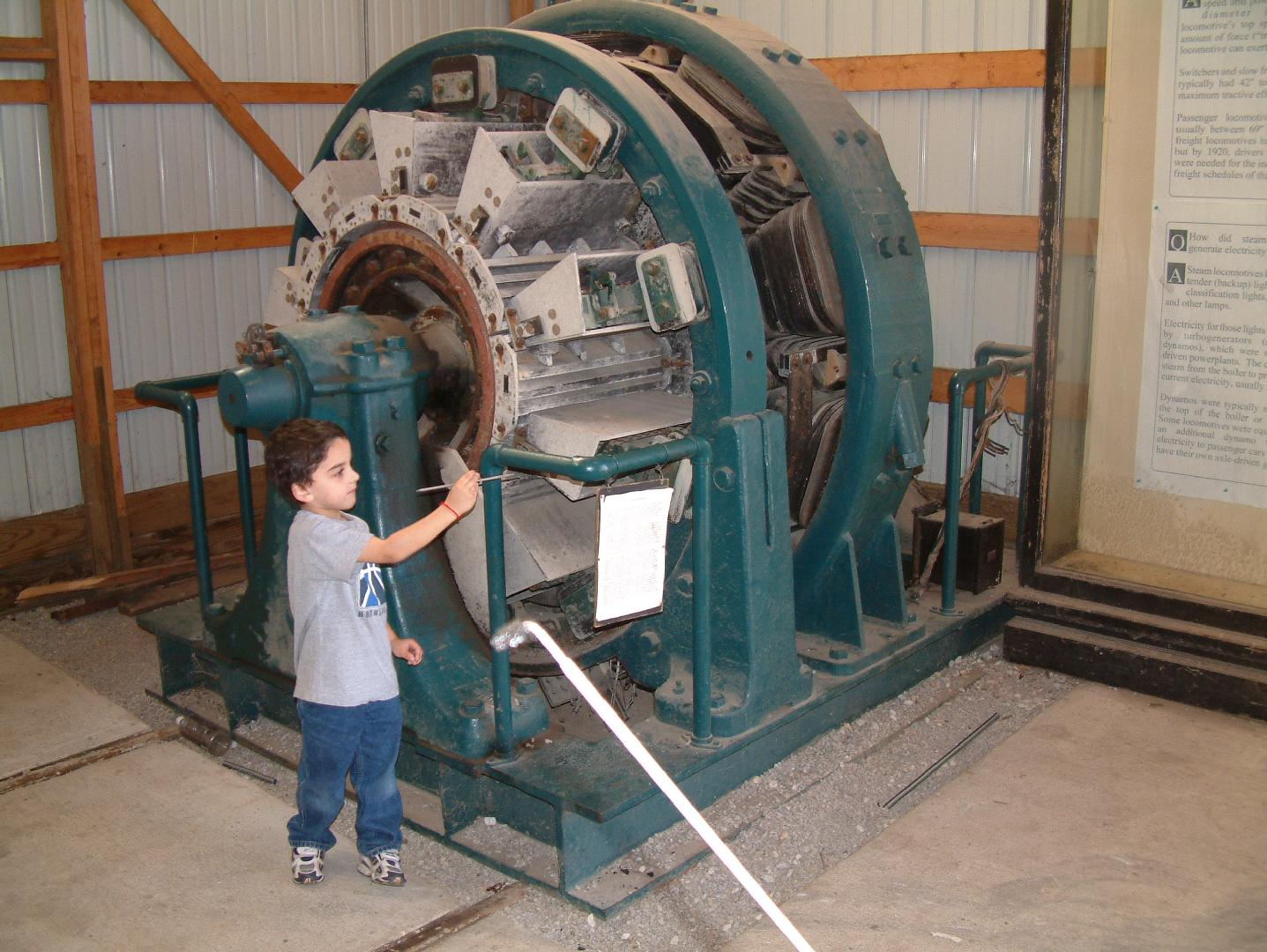
Поворотний перетворювач залізниць із залізничного музею Іллінойсу

Ротаційний перетворювач винайдений Чарльзом С. Бредлі в 1888 р. Використовувався для електрифікаціъ залізниць, де поїзди були розроблені для роботи на постійному струмі , а електрична енергія подавалась як змінний струм. До винаходу ртутних дугових випрямлячів та потужних напівпровідникових випрямлячів це перетворення могло бути здійснено лише за допомогою ротаційних перетворювачів або генераторів двигуна.
Роторний перетворювач  незабаром об'єднав всі конкуруючі електроенергії систем доставки. Сюди входили однофазні системи змінного струму, освітлення розжарюванням низької напруги, багатофазні системи змінного струму, дугове освітлення високої напруги та існуючі двигуни постійного струму на заводах та у вуличних автомобілях. У той час більшість машин і приладів працювали від постійного струму, який забезпечувався поворотними перетворювальними підстанціями для комерційного, житлового та промислового споживання. Ротаційні перетворювачі забезпечували потужність постійного струму постійного струму для промислових електрохімічних процесів, наприклад, для гальванічного покриття . Металургійні комбінати потребували великої кількості енергії постійного струму на місці для своїх основних валкових двигунів. Паперові фабрики та друкарські машини вимагали постійного струму для запуску та зупинки своїх двигунів у ідеальній синхронізації, щоб запобігти розриву аркуша.

### Застарілість
Поступово використання ротаційних перетворювачів була  припинена, оскільки старі системи були виведені з експлуатації або модернізовані, щоб відповідати новій універсальній системі змінного струму. Застосування   ртутних випрямлячів розпочалося в 1930-х роках, а напівпровідникових випрямлячів у 1960-х роках. :54 Деякі оригінальні підстанції метро Нью-Йорка з використанням синхронних поворотних перетворювачів працювали до 1999 р.  :12  Ртутні дуги та напівпровідникові випрямлячі не потребували щоденного обслуговування, ручної синхронізації для паралельної роботи, а також кваліфікованого персоналу, і вони забезпечували безперебійне живлення постійного струму. Завдяки їм нові підстанції змогли стати безпілотними, вимагаючи лише періодичних відвідувань техніка для огляду та технічного обслуговування.
Змінний струм замінив постійний  у більшості застосувань,тому і потреба в місцевих підстанціях постійного струму зменшилась. Багато споживачів постійного струму переходили на джерело змінного струму, а твердотільні випрямлячі постійного струму використовувались для живлення решти обладнання постійного струму від джерела змінного струму.